# Columbus Blue Jackets
Columbus Blue Jackets er et professionelt ishockeyhold der spiller i den bedste nordamerikanske række NHL. Klubben spiller sine hjemmekampe i Nationwide Arena i Columbus, Ohio, USA. Klubben blev stiftet i 2000.

## Nuværende spillertrup (2007-08)
Pr. 3. juli 2008.
Målmænd
- --  Mathieu Garon
- 35  Steve Mason

Backer
- 2  Kris Russell
- 4  Clay Wilson
- 8  Jan Hejda
- 23  Dick Tärnström
- 44  Aaron Rome
- 55  Ole-Kristian Tollefsen
- 97  Rostislav Klesla – A
- ??  Mike Commodore
- ??  Fedor Tyutin
- ??  Christian Bäckman

Forwards
- 9  David Vyborny – A
- 12  Jiri Novotny
- 16  Derick Brassard
- 19  Michael Peca – A
- 25  Jason Chimera
- 26  Derek MacKenzie
- 27  Manny Malhotra
- 28  Zenon Konopka
- 33  Fredrik Modin – A
- 38  Joakim Lindström
- 40  Jared Boll (Skadet)
- 41  Adam Pineault
- 51  Andrew Murray
- 61  Rick Nash – C
- ??  R.J. Umberger
- ??  Raffi Torres
- ??  Kristian Huselius
- ??  Samuel Påhlsson
- ??  Antoine Vermette

## Danske spillere
- Kirill Starkov, som blev dansk statsborger i sommeren 2006, er draftet af Columbus Blue Jackets i 2005 og skrev i 2007 kontrakt med Columbus. Starkov indledte sæsonen 2007-08 i ECHL der rangeres som den trediebedste professionelle liga i Nordamerika, men han blev undervejs i sæsonen sendt til et hold i den lavere liga Central Hockey League (CHL).

- Oliver Bjorkstrand

## 'Fredede' numre
- 99 Wayne Gretzky – nummer fredet i hele NHL